# Congreso de Troppau
El Congreso de Troppau fue una conferencia llevada a cabo por los miembros de la Cuádruple Alianza y Francia para discutir los medios para suprimir la revolución en Nápoles iniciada en julio de 1820, y en el cual se firmó el Protocolo de Troppau el 19 de noviembre.

## Desarrollo
El congreso se reunió el 20 de octubre de 1820 en Opava, bajo la presidencia del zar Alejandro I de Rusia. Alejandro y Francisco II de Austria estuvieron presentes personalmente; el rey Federico Guillermo III de Prusia estuvo representado por el príncipe real (después Federico Guillermo IV de Prusia). Los tres poderes de Europa Oriental fueron representados, además, por sus ministros de Relaciones Exteriores: Austria por el príncipe Metternich, Rusia por el conde Juan Capodistria y Prusia por el príncipe Karl August von Hardenberg.
El Reino Unido objetó, en principio, a la sugerida acción concertada contra los liberales napolitanos y, por consiguiente, no envió plenipotenciarios, pero estuvo representado por Robert Stewart, vizconde de Castlereagh, su embajador en Viena. Francia tampoco, había dado poderes plenarios a sus representantes, aunque su política estaba menos claramente definida. Así, desde el principio del congreso, estuvo claro que la división entre las potencias orientales y occidentales de Europa estaba creciendo.
La nota característica de este congreso fue su naturaleza íntima e informal; el hecho determinante en el inicio del mismo fue el descubrimiento hecho por Metternich de que no tenía nada más que temer del "jacobinismo" del emperador Alejandro. En una conversación de tres horas sobre una taza de té en un pequeño salón, escuchó la confesión y promesa de enmienda del zar: "Al día de hoy estoy arrepentido de todo lo que he dicho y hecho entre los años de 1814 y 1818... Dime que quieres de mí y lo haré". 
Su fracaso a la hora de convencer a Castlereagh de sus puntos de vista no fue cosa baladí; los poderes "libres" (es decir, absolutistas) llegaron a un acuerdo: ignorar, por seguridad, las opiniones de Inglaterra y Francia, cuyos gobiernos, cualesquiera que fuesen sus buenas intenciones, estaban atados a las formas constitucionales y el capricho de la plebe. En una serie de conferencias en las cuales los representantes inglés y francés no fueron admitidos con la excusa de que no tenían poder de decisión y solo estaban responsabilizados de informar a sus respectivos gobiernos, se esbozó el famoso protocolo preliminar, firmado por Austria, Rusia y Prusia el 8 de noviembre.

## Protocolo de Troppau
El principal pronunciamiento del "Protocolo de Troppau" es el siguiente:

Los Estados, los cuales hayan sufrido un cambio de gobierno debido a la revolución, y como resultado de lo cual amenacen a otros Estados, de manera inmediata dejarán de pertenecer a la Alianza Europea y permanecerán excluidos de ella hasta que su situación ofrezca garantías de orden legal y estabilidad. Si, debido a tales alteraciones, un peligro inmediato amenaza a otros Estados, entonces las potencias se unirán y, de manera pacífica, o ya sea por las armas, traerán de vuelta al Estado culpable al seno de la Gran Alianza.

Ningún esfuerzo fue hecho de parte de las potencias para hacer efectivos de inmediato los principios enunciados en el protocolo; e inmediatamente después del anuncio oficial, las conferencias fueron pospuestas. Se decidió reiniciar las pláticas en el Congreso de Laibach el siguiente enero.